# The Amateur Championship
The Amateur Championship, kendt som British Amateur, er den vigtigste golfturnering for amatører i England.
Turneringen bliver organiseret af Royal and Ancient Golf Club of St Andrews, spilles en gang årligt i England og blev afholdt første gang i 1885 på Royal and Ancient Golf Club of St Andrew’s bane i Skotland.
Før den professionelle golf blev dominerende var denne turnering en af de store og indgik blandt andet i Grand Slam-gruppen.
Mesterskabet er åbent for golfspillere ag alle nationaliteter. 

## Ekstern henvisning
- Officiel hjemmeside Arkiveret 29. september 2008 hos  Wayback Machine